# Мильча (Минская область)
Мильча (бел. Мільча) — деревня в Вилейском районе Минской области Белоруссии, в составе Долгиновского сельсовета. Население 262 человека (2009).

## История
В 1921—1939 годах деревня в составе гмины Долгиново Виленского воеводства Польской Республики.
В межвоенный период (1923—1939) здесь располагалась сторожевая башня KOP "Мильча".

## География
Мильча находится в 10 км к северо-востоку от центра сельсовета агрогородка Долгиново и в 50 км к северо-востоку от центра города Вилейка. Мильча расположена на восточной окраине Вилейского района близ границ с Логойским районом и с Докшицким районом Витебской области. В 2 км к югу протекает река Вилия. Деревня соединена с Долгиновым и с окрестными деревнями местными дорогами.

## Население
- 1921 год — 535  жителей, 94 домов[5].
- 1931 год — 602  жителей, 100 домов[6].

## Достопримечательности
- Православная церковь Рождества Богородицы (1865). Построена в конце XIX века в русском стиле. Включена в Государственный список историко-культурных ценностей Республики Беларусь[7]
- Православная часовня
- Придорожная часовня

## Галерея

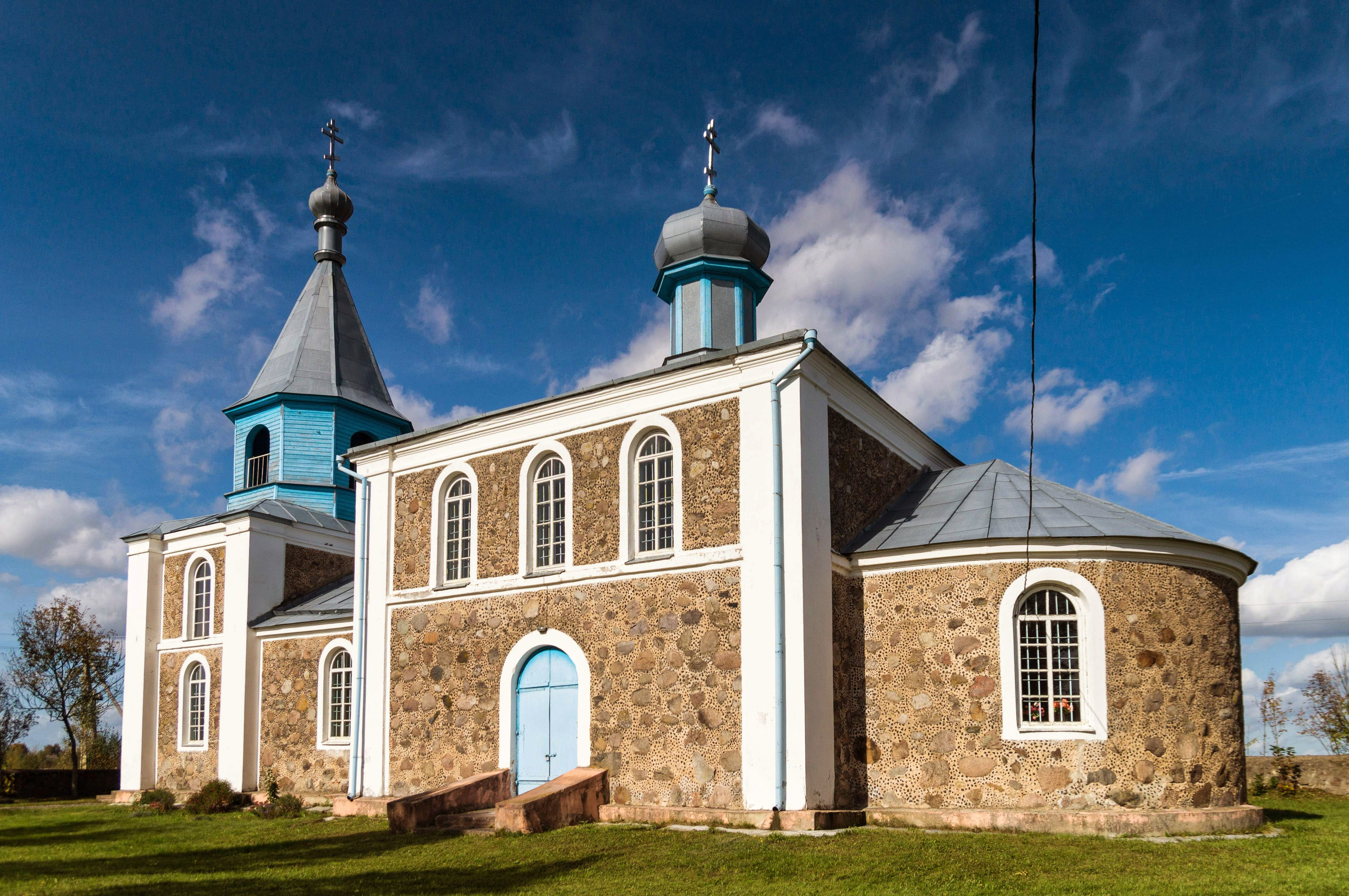
Православная церковь Рождества Богородицы
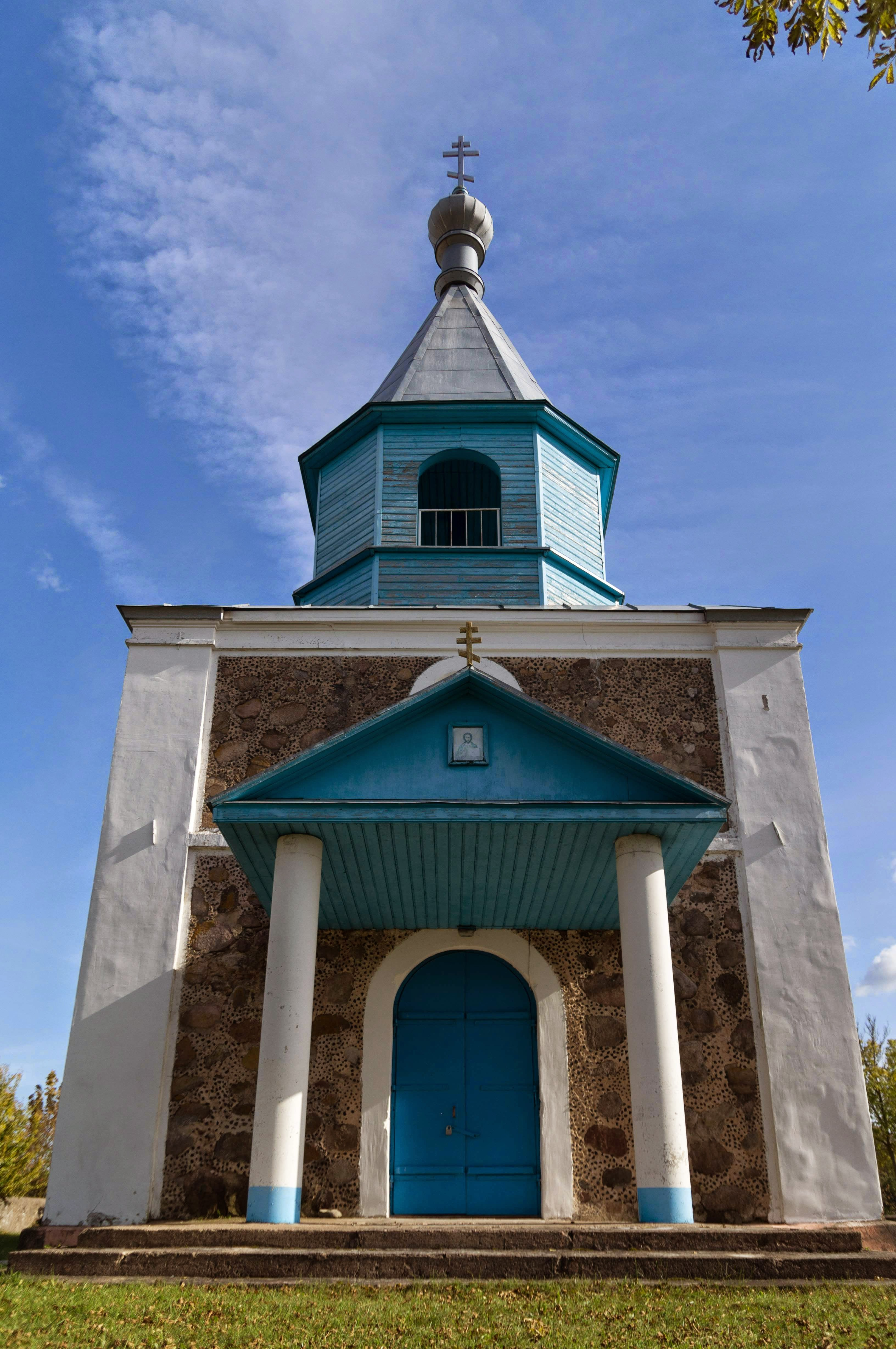
Православная церковь Рождества Богородицы
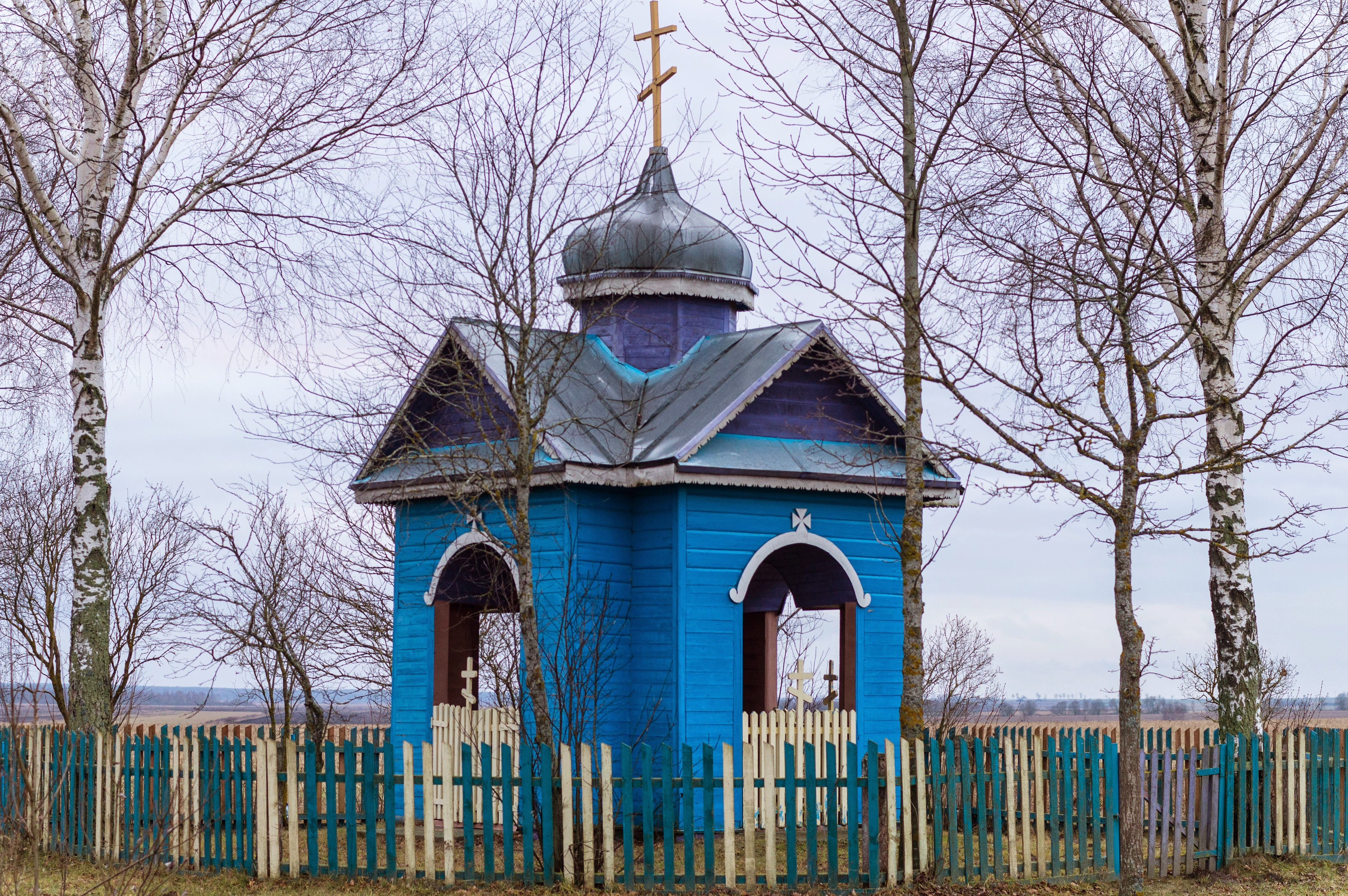
Православная часовня